# Lira calabrese
La lira calabrese è uno strumento musicale tradizionale caratteristico di zone della Calabria, quali l'area della Locride e l'area del Monte Poro. 
Per le sue caratteristiche organologiche lo strumento fa pienamente parte di un gruppo definibile "lira bizantina", una famiglia di cordofoni ad arco, con caratteristiche ricorrenti e molto simili fra loro, diffusi in tutta l'area dell'ex Impero bizantino.
Si suona da sola o accompagnata dal tamburello, o dai frischiotti o dal terzinu. Si usa anche per la tarantella calabrese.

## Origini del nome
L'utilizzo del nome dissociato dalle caratteristiche strutturali e morfologiche potrebbe confondere questa con altre possibili lire. Il nome lyra veniva applicato dai romani a una variante della cetra a pizzico e che oggi vengono così definiti anche strumenti ad arco di diverso tipo (ad es. la lira pontiaca). Sotto il profilo eminentemente strutturale c'è da aggiungere che non vi è alcuno strumento ad arco corrispondente esattamente ai canoni del tipo lira nel mondo di lingua araba, né alcuno strumento del genere nell'Europa Occidentale - ad esclusione della Calabria bizantina.

## Storia
Com'è noto nel mondo classico euro-mediterraneo gli strumenti ad arco erano sconosciuti e la lira è uno dei cordofoni di questa categoria che fanno capolino in Europa durante il Medioevo.
La lira è un arco che sin dalle prime testimonianze storiche ad oggi si presenta con delle caratteristiche organologiche molto marcate (si veda sotto alla voce "Caratteristiche").
Vi è un complesso filo rosso che lega strumenti posti in aree geografiche piuttosto lontane: dalla Dalmazia meridionale, alla Locride in Calabria, alle comunità trace e macedoni, dell'Albania e Kosovo, della Grecia del Nord sino alla musica classica destinata alla ritualità sufi in Turchia, in linea di massima ritroviamo in tutto l'antico mondo bizantino la presenza sempre dello stesso strumento. 
In alcuni casi con importanti varianti (ad esempio si veda la violinizzazione della lira cretese) ma, come suol dirsi “sono eccezioni che confermano la regola”. Data la lampante parentela strutturale e morfologica fra questi strumenti possiamo parlare a ragion veduta di una sorta di “gruppo lira”.
Come dato di fondo non bisogna dimenticare che gli strumenti ad arco sono sconosciuti nell'antichità greco romana. Essi arrivarono dall'oriente fra alto e basso medioevo. Secondo un'ipotesi, fu attraverso slavi e arabi che l'Europa medioevale conobbe gli archi in queste versioni che con linguaggio corrente di oggi diremmo “etniche” e li assimilò sviluppando progressivamente una propria via. L'Impero bizantino ne accolse e ne elaborò una versione chiaramente identificabile con la lira che ancora oggi ne marca il territorio.
Non deve così troppo stupire se uno strumento da molti ritenuto medievale-bizantino sia anche legato a luoghi balcanici (croato, bulgaro, rumeno, turco) così come calabrese (italiano). Se lungo la traccia del grande Rohlfs riconosciamo la Calabria meridionale religiosamente bizantina secoli si potrebbe spiegare la presenza nella Locride di uno strumento simile. 

Nel 2018 il professore Ettore Castagna dona una lira calabrese al Dipartimento di Musicologia e Beni Culturali di Cremona, dell'Università degli Studi di Pavia.

### In Calabria
In Calabria, le ultime attestazioni dell'uso della Lira erano datate 1908. Tra le due guerre mondiali si hanno le ultime esibizioni pubbliche.
La lira verso la fine degli anni '70 del secolo scorso era ormai in disuso, sembrava essere a uno strumento destinato ai Musei. Dal 1980 grazie alle ricerche sul campo portate avanti dalla Cooperativa "R.L.S." di Catanzaro e dal gruppo musicale Re Niliu, vennero rintracciati gli ultimi suonatori e costruttori viventi nell'area della Locride (tra Siderno, Gioiosa Ionica, Canolo Nuovo e Agnana), mentre la presenza di costruttori e suonatori attivi nel Monte Poro fu attestata solo fino agli anni '50. 
Furono trovati solo due suonatori che ancora la usavano in forma privata: Peppi i campu di Fragomeni e Martino di Contrada Camocelli (Gioiosa Ionica) e tutti gli altri non suonavano più da 20 o 30 anni.
Ulteriori ricerche di G. Plastino hanno meglio chiarito la presenza della lira nel Poro. 
Il revival dello strumento comincia nei primi anni '80 con i primi corsi estivi per imparare a suonare lo strumento promossi dal Conservatorio Grecanico. Negli ultimi anni la moda dell'etnico-popolare ha amplificato il numero degli aspiranti suonatori e, di conseguenza di costruttori, e numerosi sono i corsi, sia in Calabria che nel resto d'Italia, per imparare a suonare o a costruire questo strumento. Dal 2010, a Spilinga (VV), si svolge un  festival internazionale della lyra del Mediterraneo.

## Caratteristiche
- tre corde;
- assenza di tastiera e di capotasto;
- bischeri a inserimento sagittale;
- due fori di risonanza di forma variabile ma predominano cerchio e mezzocerchio;
- ponte e anima mobili (anima incastrata sotto al piede destro del ponticello);
- tastatura delle corde generalmente con il dorso delle unghie;
- corpo ricavato da un unico blocco di legno, la tavola armonica realizzata in legno di abete rosso successivamente incollata con colla animale;
- aspetto, nella parte dominante dei casi, di tipo piriforme;
- accordatura: nella maggior parte dei casi, si accorda su 3 precisi gradi (note) della scala maggiore, cioè il II - V - I grado. Ad esempio, in tonalità di SOL maggiore, le note sono: LA (II grado) - RE (V grado) - SOL (I grado). L'ordine di tali note è inteso da sinistra verso destra, guardando la lira dalla prospettiva del suonatore, quindi il II grado (LA) è la corda più esterna e più fina, che viene tastata con il dorso delle unghie ed è la nota "cantino", cioè produce la melodia; il V grado (RE) è la nota "bordone" e corrisponde alla corda centrale e va accordata un'ottava più bassa della nota del cantino (cioè il II grado, LA); il I grado (SOL) è invece la corda esterna lato destro (dalla prospettiva del suonatore) e corrisponde al "centro tonale" o semplicemente "tonalità" della lira ed è accordata nella stessa ottava del cantino. La lira può essere accordata in qualsiasi tonalità, rispettando sempre i gradi II -V- I della tonalità maggiore scelta per l'accordatura. È necessario dire che, la lunghezza della lira (dalle chiavette al ponte) o diapason influisce sulla scelta delle possibili tonalità di accordatura[1].
- L'archetto per sfregare le corde ha crini fissi posizionati a fascio senza struttura che li tende, un manico per l'impugnatura.

La lira si suona stando seduti, lo strumento viene appoggiato fra le ginocchia o sulla gamba sinistra. Con la mano sinistra si tiene il manico dello strumento e si tastano le corde lateralmente con le unghie mentre con la destra si sfrega l'archetto sulle corde.
Il repertorio tradizionale della lira in Calabria comprende sia l'accompagnamento al canto in varie forme, sia brani adatti al ballo (sonu a ballu), sia suonate per sola lira senza tempo definite ad aria. La lira, sempre per tradizione suonava o da sola o in un organico che poteva comprendere tamburello, chitarra battente e doppio flauto.

## Costruzione
La lira viene costruita con diversi legni, spesso è di olivo della zona jonica, ma anche di ciliegio, noce, sambuco o pioppo.
L'archetto anche con olivo selvatico.
Una volta scelto il legno, bisogna piallare da un lato il legno grezzo, disegnare i contorni di una lira a grandezza naturale su un foglio di carta e quindi in base ad esso ritagliare la forma equivalente sul legno piallato. Scavare ora all'interno per creare una cassa armonica.
Fissare le tre chiavi all'estremità dell'impugnatura. Fissare il piano armonico dove era stato precedentemente asportato il legno in eccesso.

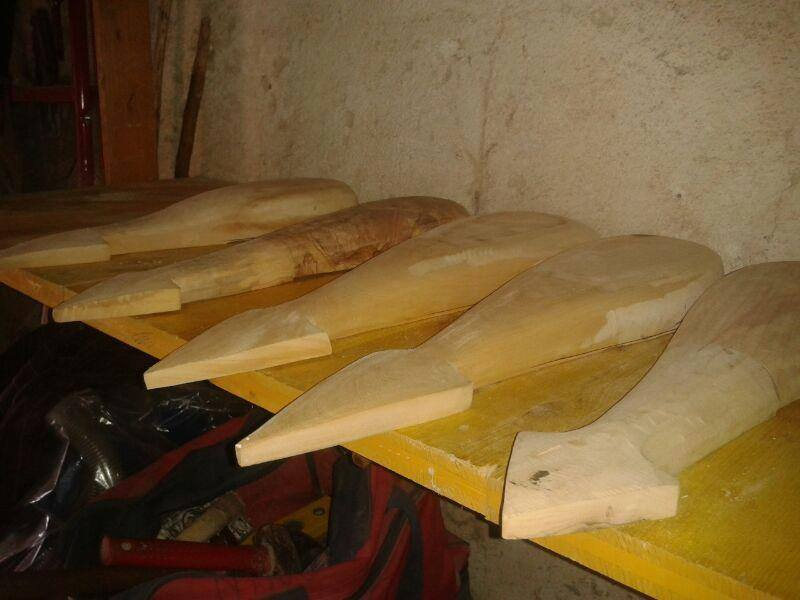
Lire in costruzione 1
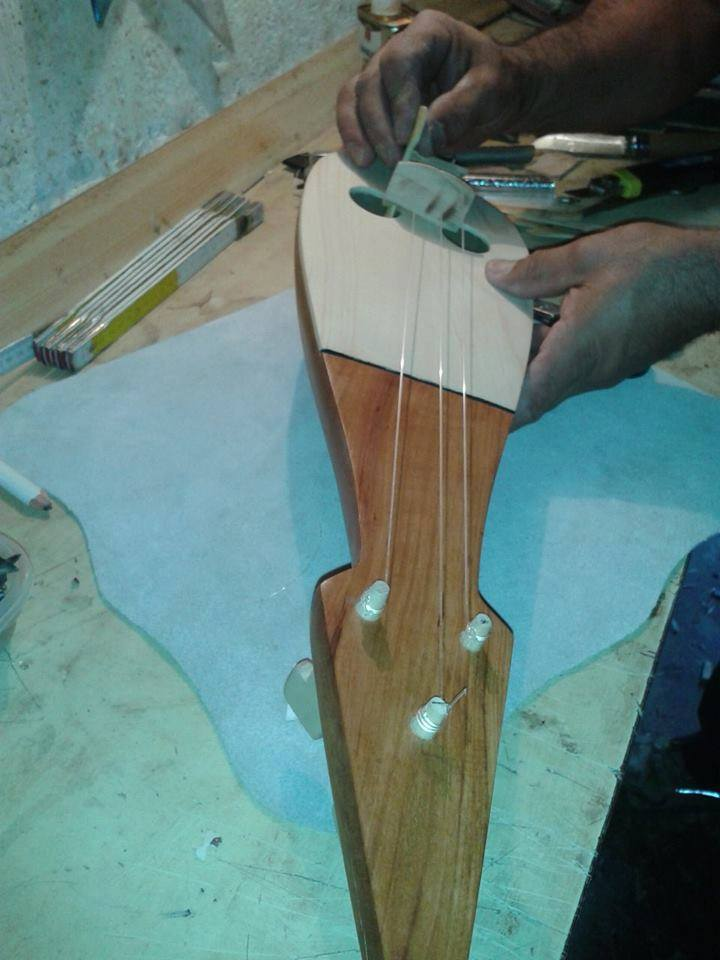
Lire in costruzione 2
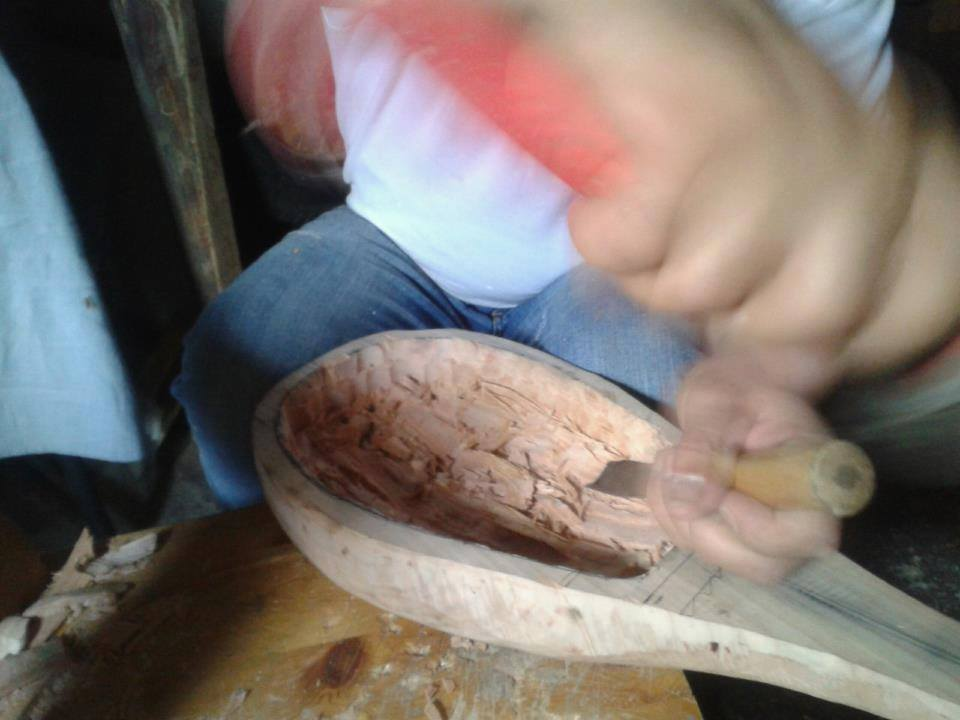
Lire in costruzione 3
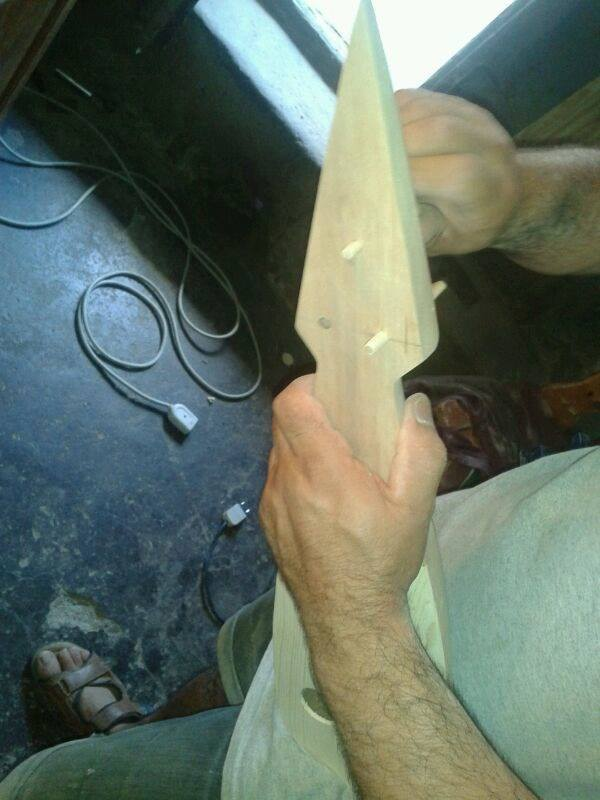
Lire in costruzione 4

## Suonatori tradizionali
- Giuseppe Fragomeni: Mirto di Siderno (RC). Detto u Fanarra, suonatore e costruttore.
- Francesco Trimboli: Agnana Calabra-Siderno Superiore (RC). Detto u Barilli.
- Domenico Romeo: Gioiosa Jonica (RC) suonatore e costruttore
- Antonio Costa: Siderno (Donisi) (RC)
- Francesco Staltari: Gerace (Chiusa-Canolo) (RC)
- Giuseppe Filipponi: Gerace (Chiusa-Canolo) (RC)
- Pasquale Iervasi: Bujzzi di Gioiosa Ionica (RC)
- Antonio Martino: Gioiosa Marina (Camocelli) (RC)
- Cosimo Fragomeni: Siderno Superiore (RC)
- Francesco Carlino: Agnana Calabra (RC)
- Francesco Costa: Siderno (RC)
- Giovanni Romeo: Agnana Calabra (RC)
- Giuseppe Verterame: Isola capo Rizzuto-Siderno
- Giuseppe Pugliese (Peppi U' Salacu): Spilinga (VV)
- Sabatino Preiti (Sabatinu 'A lira): Spilinga (VV)